# Zastava Clevelanda
Zastava Clevelanda je službena zastava tog glavnog grada američke savezne države Ohio. Zastava se sastoji od tri okomite pruge jednake širine u crvenoj, bijelog i plavoj boji. U centru središnje bijele pruge nalazi se natpis Cleveland a ispod njega godina 1796. koja je okružena lovorovim vijencem. Ispod vijenca je napisan logo grada: PROGRESS & PROSPERITY (hrv. Napredak i blagostanje).

## Povijest
Zastavu Clevelanda je 1895. dizajnirala Susan Hepburn koja je tada u gradu pohađala srednju školu. Iako je zastava imala svoje protivnike, gradsko vijeće ju je 21. veljače 1896. odobrilo kao službenu zastavu grada Clevelanda dok ju je 26. veljače potvrdio gradonačelnik Robert E. McKisson. Natpis s motom PROGRESS & PROSPERITY je dodan tek tijekom 1960-ih.

## Simbolika
Sve tri boje na zastavi prikazuju američki patriotizam. Brojka 1796 na zastavi označava godinu osnutka Clevelanda kojeg je tada osnovao američki general Moses Cleaveland. Simboli nakovnja, čekića i kotača na zastavi označuju tešku industriju u gradu dok sidro, sidreno vitlo i vesla predstavljaju pomorske interese grada (jer je Cleveland glavna luka Velikih jezera).
Gradski moto PROGRESS & PROSPERITY se odnosi na veliki gospodarski bum koji je Cleveland doživio tijekom prve polovice 20. stoljeća.

## Vanjske poveznice
- Municipal Code of Cleveland (sections pertaining to Municipal Flag)